# EN378
A EN378 é uma estrada nacional que integra a rede nacional de estradas de Portugal. Esta estrada liga Seixal a Sesimbra, sendo o principal acesso a Sesimbra e às suas praias a partir de Lisboa, seguindo pelo Fogueteiro. Durante o verão, esta estrada tem muito trânsito. Por isso, espera-se a construção de uma variante à N378 em Fernão Ferro, para aliviar o trânsito na localidade.
O primeiro marco com o início desta estrada nacional, encontra-se no coração da zona histórica do Seixal, embora hoje em dia a estrada comece uns metros mais à frente.